# San Bernardino (ciutat de Califòrnia)
San Bernardino és una ciutat i seu del Comtat de San Bernardino a Califòrnia, Estats Units d'Amèrica, de 205.010 habitants segons el cens de l'any 2006 i amb una densitat de 1.012,9 per km². San Bernardino és la vuitena ciutat més poblada de l'estat i la 109a ciutat més poblada del país. És a un centenar de quilòmetres per carretera de Los Angeles. L'actual alcalde és Patrick J. Morris.